# RDF Télévision française
RDF Télévision française, communément appelée Télévision française, est l'unique chaîne de télévision généraliste française de la Radiodiffusion française diffusée en région parisienne du 1er octobre 1944 au 8 février 1949.
Cette chaîne fait suite à différentes formules et sociétés de télévision successives, couvrant dans un premier temps uniquement la région parisienne, dont Radiovision-PTT en 1935, Radiodiffusion nationale Télévision en 1937, Fernsehsender Paris en 1943 sous occupation allemande. En 1944, elle devient RDF Télévision française puis est nommée RTF Télévision, avant de devenir la Première chaîne de l'ORTF en 1964 puis TF1 en 1975.
En 1959, la deuxième chaîne publique RTF Télévision 2 s'ajoute à la première, avant de devenir la Deuxième chaîne de l'ORTF en 1963.

## Histoire de la chaîne
Le directeur artistique allemand de la chaîne « Télé Paris » Fernsehsender Paris, Kurt Hinzmann, qui a refusé d'obéir à l'ordre lui demandant de détruire l'émetteur de télévision de la tour Eiffel, quitte les studios de la rue Cognacq-Jay avec ses techniciens le 17 août 1944 en laissant à ses subordonnés français une station de télévision intacte et totalement opérationnelle, parmi les plus performantes du monde. La Télévision française est ainsi la première en Europe à reprendre ses émissions depuis l'ancien studio et avec le matériel laissé sur place de Fernsehsender Paris, dès le 1er octobre 1944 par intermittence et en circuit fermé, car les Américains interdisent l'utilisation de l'émetteur de la tour Eiffel. Les techniciens de la Radiodiffusion nationale installent des caméras électroniques avec iconoscope et objectif unique de 200 mm, commandées à la Compagnie des compteurs en 1939, et qui prennent la place des caméras Telefunken laissées par les Allemands.
Le 23 mars 1945, une ordonnance crée un établissement public, la Radiodiffusion française (RDF), pour assurer un monopole d'État absolu sur la radiodiffusion et la télévision. La RDF est placée sous le contrôle direct de l'État et ne dispose d'aucune autonomie. Pierre-Henri Teitgen, ministre de l'information du Gouvernement provisoire de la République française, met en place des équipes nouvelles issues de la Résistance. André Ory est nommé chef du service télévision expérimentale et l'ingénieur Henri Delaby responsable de l'exploitation. La reconstruction du réseau radiophonique est la tâche prioritaire de ce nouvel établissement public, de telle sorte que la télévision ne dispose pas des moyens financiers nécessaires pour se développer, le ministère des Finances refusant de s'engager dans de grosses dépenses pour un moyen de communication aussi modeste. Bien que dotée de locaux et de matériel performants hérités de Fernsehsender Paris et d'un personnel technique formé à cette période, auquel s'ajoute celui de la Radiodiffusion nationale Télévision d'avant-guerre revenu de captivité, la Télévision française demeure officiellement un service expérimental de la RDF restant dans l'ombre de la toute puissante radio.
Jacques Armand est nommé secrétaire aux programmes et, avec Jean Thévenot, met en place une cellule de réflexion sur la programmation à venir. Faute de pouvoir accéder à l'antenne, une première production réalisée en mars 1945, La Danse de la robe de plume, adaptation d'une légende indienne par Jean Thévenot, avec Dany Robin et Paul Barré comme interprètes principaux, est la première émission expérimentale de la Télévision française diffusée en circuit fermé dans les locaux situés entre la rue de l'Université et la rue Cognacq-Jay.
À la suite de la restitution de l'émetteur de la tour Eiffel par les Américains et la remise en service de l'émetteur Telefunken VHF en 441 lignes, la reprise officielle des émissions de la Télévision française a lieu le 1er octobre 1945 à raison d'une heure par jour. Environ mille téléviseurs sont en service en France. La Télévision française ne dispose, rue Cognacq-Jay, que d'un seul studio, de deux caméras 441 lignes, de deux télécinémas pour la diffusion des films 35 mm et 16 mm, et d'une régie. Les premières émissions de la Télévision française sont des transpositions sur le petit écran d'émissions radiophoniques. L'acquisition de deux cars de reportage permet à la télévision française de sortir des studios et de retransmettre en direct du Théâtre des Champs-Élysées à Paris un spectacle de variétés de bienfaisance le 5 juin 1947. La télévision française reprend une programmation régulière de douze heures par semaine en octobre.
Le 20 novembre 1948, le ministre de l'Information, François Mitterrand, fixe par décret le nouveau standard de diffusion “haute définition” du réseau français à 819 lignes VHF, le 441 lignes devant continuer son exploitation parallèlement jusqu'en 1958.
Malgré ses faibles moyens, la Télévision française n'a cessé de se développer en quatre ans et, pour bien marquer cet essor, la Radiodiffusion française devient la Radiodiffusion-télévision française (RTF) le 9 février 1949.

## Identité visuelle

### Logos

Logo de RDF Télévision française du 1er octobre 1944 au 8 février 1949

## Organisation
La Télévision française est un service expérimental de l'établissement public de la Radiodiffusion française.

### Budget
Le budget annuel de la RDF est de 2 milliards de francs en 1946, dont seulement 140 000 francs sont consacrés aux programmes de la radio et de la télévision. Le plan Monnet alloue en juin 1947 la somme de 4 milliards de francs pour la construction de 500 émetteurs de télévision et de 1000 caméras.

### Siège
La direction générale de la Radiodiffusion française siège au 91 avenue des Champs-Élysées, dans le 8e arrondissement de Paris. Les services généraux sont situés au 107 rue de Grenelle.
La direction de la télévision, les studios, régies et locaux techniques sont répartis entre les huit étages du 13-15 rue Cognacq-Jay dans le 7e arrondissement, anciens studios de Fernsehsender Paris, rebaptisés Centre Alfred-Lelluch en janvier 1945.

## Programmes
Lorsque la Télévision française reprend progressivement ses émissions dans les studios de Cognacq-Jay, elle ne dispose que de très peu de moyens et, pour meubler l'antenne au moindre coût, diffuse essentiellement des films cinématographiques en télécinéma. Ainsi, sur un programme d'environ une dizaine d'heures par semaine, une seule est en direct, le vendredi soir, le reste est composé d'actualités cinématographiques comme le Télé-Journal, de courts métrages documentaires et longs métrages de fiction. Max de Rieux met en scène Le Barbier de Séville de Rossini, diffusé en direct le 12 avril 1946 avec accompagnement au piano.
Les émissions de la télévision française sont le plus souvent des transpositions sur le petit écran d'émissions radiophoniques. Au cours des derniers mois de la chaîne d'occupation Allemande Fernsehsender Paris, le rendez-vous quotidien « Le Bar de la télévision » obtient un certain succès; cette formule est reprise en octobre 1947 par Roger Féral et Jacques Chabannes sur la première chaîne publique nationale RDF Télévision française, sous le titre éponyme de la chaîne Télé-Paris après avoir été intitulée Paris-Cocktail. L'émission est consacrée à l'actualité politique, artistique et littéraire qui est diffusée à la télévision. Le premier bulletin de météorologie diffusé à la télévision française est présenté par Monsieur Douchy de l'Office national météorologique le 17 décembre 1946. Le 5 juin 1947, la Télévision française retransmet en direct du Théâtre des Champs-Élysées à Paris un spectacle de variétés pour l'anniversaire du débarquement en Normandie capté grâce à ses deux cars de reportage qui lui permettent de sortir des studios.
En octobre 1947, la Télévision française reprend une programmation régulière de douze heures par semaine du lundi au vendredi, mais la moitié de celui-ci est encore composé de films cinématographiques. La présence du cinéma dans les programmes est encore renforcée par la multiplication d'émissions traitant de l'actualité cinématographique faisant la part belle aux extraits de film, comme Le Cinéma à Paris de François Chalais ou L'Actualité du film de Hubert Knapp. Le cinéma fournit opportunément à la télévision les images dont elle a besoin. La première émission régulière en direct à la télévision française est Télé-Paris, le magazine de l'actualité parisienne de Jacques Chabannes et Roger Féral, diffusé quotidiennement à la mi-journée à partir du 7 octobre 1947. Venus du cinéma, des réalisateurs comme Stellio Lorenzi et Claude Barma commencent à monter des dramatiques.
À partir de 1948, la programmation se compose de trois tranches quotidiennes avec Télé-Paris le midi, des courts-métrages en fin d'après-midi et un film qui occupe le plus souvent la soirée, précédé certains soirs par le magazine de Georges Charensol et Pierre Brive, L'Histoire du cinéma français. Une soirée par semaine est consacrée à un spectacle monté en studio. Il s'agit soit de spectacles de variétés comme Rue des marronniers de Mireille, soit de spectacles de music-hall comme Radio-Parade d'Aimée Mortimer, soit de ballets, opérettes ou opéras, mais plus souvent de pièces de théâtre, montées en studio par des metteurs et scène et des comédiens avec les deux seules caméras dont dispose la Télévision française.
La retransmission des grands évènements en direct s'enchaîne en cette année 1948, qu'il soit sportif avec l'arrivée du Tour de France le 25 juillet 1948, retransmise en direct du parc des Princes grâce à une antenne installée sur un ballon captif et commentée par Jacques Sallebert, suivi de Tosca de Puccini en novembre 1948 avec la troupe de l'Opéra de Paris et l'Orchestre de la Radiodiffusion française, diffusé en direct simultanément à la radio et à la télévision, puis avec la diffusion officiel en direct le 11 novembre de la cérémonie de l'armistice de 1918, et religieux avec la première retransmission télévisée au monde de la messe de minuit en direct de la cathédrale Notre-Dame de Paris le 24 décembre 1948. C'est la première émission religieuse diffusée à la télévision.

### Émissions
- Télé-Journal : magazine télévisé d'information hebdomadaire d'Aimé Chabrerie, présenté par Pierre Paraf (1945).
- La Création du monde : émission culturelle dans laquelle Pierre Sabbagh présente en direct pendant 45 minutes l'album éponyme du dessinateur Jean Effel en 1946.
- La Femme chez elle : premier magazine féminin à la télévision présenté par Maïté Célérier de Sannois. (1946)
- Télé-Paris : magazine de l'actualité parisienne créé et présenté par Jacques Chabannes et Roger Féral et diffusé quotidiennement à la mi-journée à partir du 7 octobre 1947.
- Le Cinéma à Paris : émission d'actualité cinématographique de François Chalais (1947).
- Les Beaux Jeudis : émission radio-télévisée pour la jeunesse présentée par Jacques Pauliac (1947).
- L'Actualité du film : émission d'actualité cinématographique d'Hubert Knapp (1948).
- L'Histoire du cinéma français : émission de culture cinématographique de Georges Charensol et Pierre Brive diffusant des extraits de film de répertoire (1948).
- Les Grands Thèmes du cinéma : émission de culture cinématographique d'Odile Charton (1948).
- Puisque vous y êtes : émission de Maïté Célérier de Sannois (1948).
- Le Cabaret de la plume d'autruche : émission de variétés d'Agnès Capri (1948).
- Rue des marronniers : émission de variétés de Mireille (1948).
- Radio-Parade : émission de variétés d'Aimée Mortimer, présentée par l'artiste de music-hall Félix Paquet et diffusée à partir de janvier 1949.
- Reflets de Paris : émission de variétés présentée par Pierre Sabbagh et réalisée par André Hughes (1949).

### Présentateurs et animateurs
- Agnès Capri (1948-1949)
- Maïté Célérier de Sannois (1946-1949)
- Jacques Chabannes (1946-1949)
- François Chalais (1947-1949)
- Roger Féral (1946-1949)
- Mireille (1948-1949)
- Hubert Knapp (1948-1949)
- Félix Paquet (1949)
- Pierre Paraf (1945-1949)
- Jacques Pauliac (1947-1949)
- Henri Spade (1945-1949)

## Diffusion
L'émetteur de télévision Telefunken est installé dans les sous-sols du pilier Sud de la tour Eiffel et possède son antenne au sommet de la tour. Il émet uniquement sur la région parisienne en 441 lignes (lignage allant de 441 à 455 lignes) au format 4/3 sur la Bande I VHF à la fréquence vidéo de 46 MHz et audio de 42 MHz. La chaîne exploite alors le canal 1 en France.